# Spotless Minds
Spotless Minds je štiričlanska slovenska glasbena skupina iz Celja, ki igra alternativno rock glasbo. Sestavljajo jo vokalist in glavni pisec besedil Žiga Avbreht, kitarist Berti Pučnik, basist Dejan Pintar in bobnar Tomaž Pelc. Ime si delijo z naslovom znanega ameriškega filma 'Eternal Sunshine of the Spotless Mind'.

## Člani

#### Trenutni člani
- Žiga Avbreht — vokal
- Berti Pučnik — kitara
- Dejan Pintar — bas
- Tomaž Pelc — bobni

#### Bivši člani
- Jernej Luzar — kitara

## Diskografija

#### Studijski albumi
- Pokalica (2017)

#### EP-ji
- Blame The Book Of Wonder Words (2016)